# Friedrich Jürgenson
Friedrich Jürgenson (* 8. Februar 1903 in Odessa, Gouvernement Cherson, Russisches Kaiserreich (heute Ukraine); † 15. Oktober 1987 in Höör, Schonen, Schweden) war ein estnischer Kunstmaler, Opernsänger und Dokumentarfilmer dänisch-schwedischer Abstammung. Er war ein Pionier der Transkommunikationsforschung und gilt als Entdecker des Tonbandstimmenphänomens (EVP = Electronic Voice Phenomenon).

## Leben
Jürgenson war der Sohn eines in Odessa praktizierenden Arztes dänischer Abstammung und einer schwedischen Mutter. Die Eltern waren aus dem Gebiet des heutigen Estland ans Schwarze Meer gekommen. Nach dem Ersten Weltkrieg und der Februarrevolution 1917 studierte Jürgenson Malerei an der Kunstakademie Odessa und Gesang sowie Musik am Konservatorium Odessa.
Im Jahr 1925 ging die Familie nach Estland zurück, wo Jürgenson sein Malerei- und Gesangsstudium zunächst fortsetzte, dann aber zur Fortsetzung des Studiums nach Berlin wechselte. 1932 zog Jürgenson nach Palästina. Er blieb sechs Jahre dort, setzte seine Studien fort, startete aber gleichzeitig in Palästina eine recht erfolgreiche Karriere als Maler und Opernsänger.
1938 verließ Jürgenson Palästina und ging nach Mailand, wo er sich weiterbildete und als Sänger auftrat.
Spätestens 1941 ist er in Reval als Sänger (Bariton) und vor allem Kunstmaler tätig: eine Ausstellung, mehrere Beiträge zu den Revaler Nachrichten, jedoch vor allem drei Mappen und eine daraus übernommene Postkartenserie.
Als er 1943 seine Eltern besuchte, erkrankte er, und die feuchtkalte Witterung schadete seiner Stimme, weshalb er seine Profi-Karriere als Sänger aufgab und sich nur noch auf die Malerei konzentrierte. Er zeichnete naturalistisch, bevorzugt Porträts, Landschaften und Stillleben. Wegen des Zweiten Weltkrieges ging er ins neutrale Schweden, lebte in Stockholm, wo er auch seine Frau Monica heiratete und die schwedische Staatsbürgerschaft erhielt.
In Schweden erlernte der multilingual begabte Jürgenson Schwedisch als seine zehnte Sprache. Während der folgenden Jahre porträtierte er wohlhabende Schweden und malte Stockholmer Landschaften. 1949 skizzierte er die Ausgrabungen in Pompeji, überzeugte mit diesen Bildern sogar den Heiligen Stuhl von seinem Talent und erhielt das Angebot, die archäologischen Ausgrabungen nahe der Vatikanstadt zu dokumentieren. Im folgenden Jahr kam er deshalb nach Rom zurück, holte sich aber nach vier Monaten bei seiner Malerei in den feuchten Ausgrabungshöhlen eine Lungenentzündung. Die Ärzte des Vatikans kurierten ihn. Als Papst Pius XII. Jürgensons Arbeiten sah, bat er Jürgenson, ihn zu porträtieren. Am Ende malte er sogar vier Porträts vom Papst, der sich für die EVP-Forschung interessierte und damals über Jürgensons Arbeiten informiert war. Von nun an erhielt er „freie Bahn“ in Pompeji und kehrte mehrmals zum Malen dorthin zurück.
Im Jahr 1957 kaufte Jürgenson ein Tonbandgerät, um seinen Gesang aufzuzeichnen, wobei er eigenartige sphärische Geräusche und vermeintlich telepathische Botschaften wahrnahm, die er auf seine künstlerische Sensibilität zurückführte. Im Folgejahr war er zu seiner ersten großen Kunstausstellung in Pompeji, setzte aber nach seiner Rückkehr nach Stockholm seine telepathischen Experimente fort. „Ich hörte keine Stimme, keinen Ton oder Geflüster. Es war völlig geräuschlos.“ Später berichtete er, im Frühling 1959 „die Botschaft einer Zentral-Überwachungs-Station im Weltraum erhalten“ zu haben, von der die Menschheit beobachtet würde. Er versuchte, diese Botschaften auf Tonband zu dokumentieren.
In den folgenden Jahren setzte Jürgenson seine Experimente mit der Tonband-Dokumentation sphärischer Stimmen (Electronic Voice Phenomenon, EVP) fort. Während er zunächst an Stimmen aus dem All glaubte, war er sich später sicher, die Stimmen Verstorbener „von der anderen Seite“ hören zu können. Ein bestimmtes Erlebnis, berichtete er später, habe sein Leben dann völlig verändert: Beim Abhören von aufgezeichneten Vogelstimmen habe er auf Band die Stimme seiner verstorbenen Mutter gehört, die ihn mit seinem Spitznamen angesprochen habe: „Friedel, kannst du mich hören? Hier ist Mammi.“
Im Jahr 1964 veröffentlichte Jürgenson, der inzwischen in Mölnbo südlich von Stockholm lebte, sein Buch Rösterna Från Rymden (Saxon & Lindström Förlag, Stockholm, 1964) und gab seine erste und vielbeachtete Pressekonferenz. Internationale Forschungsgesellschaften und Wissenschaftler für Paranormales zeigten großes Interesse an seinen Forschungen, darunter Friedbert Karger vom Max-Planck-Institut für Plasmaphysik in Garching bei München, Hans Bender von der Albert-Ludwigs-Universität Freiburg, US-amerikanische Gesellschaften für Parapsychologie  sowie Einzelpersonen wie Konstantin Raudive oder das Ehepaar Claude und Ellen Thorlin, die ihn in Schweden aufsuchten und ebenfalls mit EVP-Forschungen begannen.
Jügenson setzte seine Experimente fort, indem er das laufende Tonband besprach, dabei aber Pausen ließ, um zunächst unhörbare Antworten zu ermöglichen. Beim Abhören des Bandes habe er Stimmen in verschiedenen Sprachen vernommen wie Schwedisch, Deutsch, Russisch, Englisch oder Italienisch – alles Sprachen, die er selbst beherrschte. Im Frühjahr 1960 habe ihn eine Stimme aufgefordert, das Radiogerät als Medium zu benutzen. Diese Methode nutzte er bis zu seinem Tod: Er verband Mikrofon, Tonbandgerät und Radio und meinte so eine „Echtzeit-Unterhaltung“ mit seinen „Freunden“ zu haben. Nach mehreren Experimenten fixierte er die Empfangsfrequenz zwischen 1445 und 1500 Kilohertz. Die Frequenz 1485 kHz wird deshalb heute „Jürgenson-Frequenz“ genannt.
Im Jahr 1965 nahm Jürgenson die Malerei wieder auf, doch seine Hauptaktivität blieben die Tonbandaufnahmen. Zur selben Zeit ging er auch wieder nach Pompeji. Das schwedische Fernsehen finanzierte ihm 1966 die Dokumentation Pompeii - a cultural relic that must be preserved. 1967 veröffentlichte der Hermann Bauer Verlag in Freiburg im Breisgau das Buch Sprechfunk mit Verstorbenen über Jürgensons EVP-Forschungen und 1968 wurden vier Dokumentationen produziert: The Temples at Paestum and the City of Temples and Graves, Death of Birds in Italy, The Miracle of the Blood of St Gennaro und einen Film über seine eigene archäologischen Arbeiten in Pompeji. 1968 wurde sein Buch Radio och Mikrofonkontakt med de Döda (Nybloms Förlag, Uppsala) veröffentlicht, das erst 1981 unter dem Titel Sprechfunk mit Verstorbenen in Deutschland verlegt wurde.
1969 wurde Jürgenson durch Vermittlung von Erzbischof Bruno Bernhard Heim für seine Dokumentation The Fisherman from Gallilea - On the Grave and Stool of Peter mit der Komturstufe des Gregoriusordens ausgezeichnet, der ihm persönlich von Papst Paul VI. überreicht wurde, obwohl Jürgenson damals keiner Religionsgemeinschaft angehörte. Bald darauf drehte er einen Film über das Leben dieses Papstes und erhielt daraufhin den päpstlichen Auftrag, drei Bilder auch dieses, seines zweiten, Papstes zu malen. Während dieser Zeit bekam Jürgenson auch die Erlaubnis, seine eigenen Ausgrabungen in Pompeji zu machen, und entdeckte den Gouverneurs-Palast von Pompeji.
Auch in den 1970er Jahren setzte Jürgenson seine Malerei und Tonbandaufnahmen fort. Er zog von Mölnbo nach Höör in die südschwedische Provinz Schonen (Skåne). Altersbedingt blieb er meistens zuhause, nur selten machte er noch Ausflüge nach Italien, wo er Gespräche über die Gründung eines EVP-Forschungsinstitutes führte. 1978 gab er seine dritte Pressekonferenz und hielt viele Vorträge. Damals sagte er voraus, die Menschheit würde bald Botschaften über das Fernsehen empfangen können. Er gab seiner Arbeit den Namen „Audioscopic Research“. Die deutsche Fassung (Sprechfunk mit Verstorbenen) seines Buches Radio och Mikrofonkontakt med de Döda wurde Anfang der 1980er Jahre auf Holländisch, Italienisch und Portugiesisch übersetzt. Im Jahr 1985 gab er seine letzte Pressekonferenz, die auch vom Fernsehen landesweit übertragen wurde. Bei seinem Tod im Oktober 1987 hinterließ Jürgenson mehrere hundert Tonbänder.
Der schwedische Installationskünstler Carl Michael von Hausswolff gründete 2000 im Zusammenhang mit einer Ausstellung die Friedrich Jürgenson Foundation, deren Vorsitzender er ist und die im Kulturzentrum Färgfabriken Stockholm ihren Sitz hat.

## Werke

### Malerei
Der erste Nachweis seiner Bilder ist ein Bericht über seine Ausstellung im Palace-Hotel in Reval im September 1942 mit Altrevaler Bildern, vornehmlich Pastellzeichnungen und Aquarelle; die Verkaufserlöse waren z. T. für die dortigen deutschen Kriegslazarette gedacht. Hiervon ließ sich bisher nur ein unbetiteltes Einzelblatt nachweisen: signiert „FJ“ -1942. Es ist identisch mit der Nr. 10: Die grosse Waage auf dem Markt in den Revaler Heimatkarten
Die erste Mappe mit acht Zeichnungen des Alten Reval war im Herbst 1942 nach knapp einem Monat fast gänzlich vergriffen. Nun sollte eine zweite Mappe, „in halbem Format“ herausgebracht werden: Schönes Alt-Reval: ein Heimatalbum mit 10 Zeichnungen von Friedrich Jürgenson – mit einem Vorwort [und Erläuterungen] von Walter Schneider-Römheld. Reval [1942].  (34 cm) Hierzu entstand eine erweiterte Postkartenfassung:
Revaler Heimatkarten. 12 Zeichnungen. Serie I. Malerisches Alt-Reval. 12 Postkarten. Herausgegeben in Gemeinschaft mit Walter Schneider-Römhold [Text] von Friedrich Jürgenson [Zeichnungen]. (14 cm) Reval [1943]. Verlag: Friedrich Jürgenson, Reval, Gr. Karristraße (Suur Kaarja) 4-10.
In Planung waren noch weitere Serien (Serie II: Die Kirchen und Klöster von Reval; Serie III: In stillen Winkeln von Reval; Serie IV: Revals Umgebung).
Zuletzt erschien die Mappe: Bilder aus Estland. Acht Zeichnungen von Friedrich Jürgenson. mit einem Vorwort und Bilderklärungen von Walter Schneider-Römheld.

### Bücher
- Rösterna Från Rymden (engl.: Voices from the Universe), Saxon & Lindström Förlag, Stockholm, 1964 - Deutsch: Sprechfunk mit Verstorbenen. Eine dem Atomzeitalter gemäße Form der praktischen technisch-physikalischen Kontaktherstellung mit dem Jenseits, Verlag Hermann Bauer, Freiburg im Breisgau 1967 - Englisch: Breakthrough. An Amazing Experiment in Electronic Communication with the Dead, 1971 - Niederl.: Gesprek met de doden. Kommunikatie met paranormale stemmen, Verlag Fidessa, 1976, ISBN 90-6236-505-1 bzw. ISBN 978-90-6236-505-0
- Radio och Mikrofonkontakt med de Döda, Nybloms Förlag, Uppsala 1968 - Deutsch: Sprechfunk mit Verstorbenen. Praktische Kontaktherstellung mit dem Jenseits, Goldmann Verlag, München 1981, ISBN 3-442-11727-5 bzw. ISBN 978-3-442-11727-7 - weitere Neuauflagen bis 1996

### Filme
- Die Brücke zur Unsterblichkeit. The Gate to Eternity, VHS-Video, Regie: Rolf Olsen, München o. J.
- Pompeii - a cultural relic that must be preserved, Dokumentation, 1966
- The Temples at Paestum and the City of Temples and Graves, Dokumentation, 1968
- Death of Birds in Italy, Dokumentation, 1968
- The Miracle of the Blood of St Gennaro, Dokumentation, 1968
- The Fisherman from Gallilea - On the Grave and Stool of Peter, Dokumentation, 1969

## Auszeichnungen
- Papst Paul VI. zeichnete Jürgenson 1969 mit der Komturstufe des Gregoriusordens aus.

## Ausstellungen
- Im Jahr 2000 richtete der Installationskünstler Carl Michael von Hausswolff mit seiner Ausstellung Friedrich Jürgenson — From the Studio for Audioscopic Research eine umfassende Retrospektive des Gesamtwerks von Friedrich Jürgenson im Kulturzentrum Färgfabriken aus.
- Vom 22. März bis 12. April 2004 veranstaltete Carl Michael von Hausswolff eine Ausstellung zum Werk Jürgensons im Portikus Frankfurt in Frankfurt am Main, in der er dessen Tonbandarchiv ins Zentrum der Ausstellung stellte.[4]
- Im Jahr 2009 schuf Carl Michael von Hausswolff im Auftrag der Stockholmer Galerie Niklas Belenius die Sound-Skulptur Friedrich Jürgenson 1485.0 kHz - ein kleines Radio, das ständig die Frequenz 1485,0 kHz überträgt.[5]